# Pentacolossendeis reticulata
Pentacolossendeis reticulata is een zeespin uit de familie Colossendeidae. De soort behoort tot het geslacht Pentacolossendeis. Pentacolossendeis reticulata werd in 1943 voor het eerst wetenschappelijk beschreven door Hedgpeth. 